# Bruce Spence
Bruce Spence, född 17 september 1945 i Auckland, är en nyzeeländsk skådespelare. Spence har medverkat i flera filmer och TV-serier, som Legend of the Seeker, Australia, The Matrix Revolutions och Berättelsen om Narnia: Kung Caspian och skeppet Gryningen.

## Filmografi (urval)
- 1971 – Stork
- 1981 – The Road Warrior
- 1985 – Mad Max bortom Thunderdome
- 1986 – Bullseye
- 1995 – Ace Ventura – Den galopperande detektiven rider igen
- 1998 – Dark City
- 2002 – De fördömdas drottning
- 2003 – Hitta Nemo (röst)
- 2003 – Sagan om konungens återkomst
- 2003 – The Matrix Revolutions
- 2005 – Star Wars: Episod III – Mörkrets hämnd
- 2006 – Aquamarine
- 2008 – Australia
- 2008–2010 – Legend of the Seeker (TV-serie)
- 2010 – Berättelsen om Narnia: Kung Caspian och skeppet Gryningen
- 2014 – I, Frankenstein
- 2016 – Gods of Egypt